# Cirrhopetalum
Cirrhopetalum es un género con unas 148 especies de orquídeas epífitas simpodiales.  Se distribuyen a través de Asia  de India y en las islas del Pacífico. Este género está muy próximo a Bulbophyllum y sus miembros han estado hasta recientemente considerados como miembros de Bulbophyllum.

## Distribución y hábitat
Se desarrollan en las selvas húmedas a poca altura en Asia Este de India e islas del Pacífico.

## Descripción
Estas son plantas pequeñas con rizoma rastrero. Hechos que distinguen este género de Bulbophyllum son:
- El sépalo dorsal de Cirrhopetalum es mucho menor que el sépalo lateral.
- Los sépalos laterales están enrollados hacia dentro y generalmente tienen los márgenes adnatos.
- Tienen una inflorescencia que en general es umbeliforme. La inflorescencia puede ser hacia arriba, colgante o arqueada.
- Los  pseudobulbos son de forma cónica y más oscuros en los ángulos.  En la parte superior de cada pseudobulbo hay una sola hoja con forma de cuchara.

Presentan varias flores pequeñas dispuestas formando un semicirculo cada una con su propia esfera movible que en realidad es la columna engoznada con el labelo, y les salen unos largos pelos, generalmente púrpura, desarrollándose en la parte superior de los sépalos y los pétalos.

## Taxonomía
El género fue descrito por John Lindley y publicado en The Genera and Species of Orchidaceous Plants 45, 58. 1830.
Etimología
Cirrhopetalum: nombre genérico que procede del latín cirrus = pestaña, flecos y del  griego petalon = pétalo, con el significado de pétalos con flecos.

## Especies Cirrhopetalum
Especie tipo: Bulbophyllum longiflorum Thouars 1822.
- Cirrhopetalum abbreviatum Rchb. f. 1881.
- Cirrhopetalum africanum
- Cirrhopetalum andersonii
- Cirrhopetalum annamense Garay 1999.
- Cirrhopetalum annandalei
- Cirrhopetalum antenniferum
- Cirrhopetalum asperulatum
- Cirrhopetalum asperulum (J.J. Sm.) Garay, Hamer & Siegerist 1994.
- Cirrhopetalum auratum
- Cirrhopetalum baucoense (Ames) Garay, Hamer & Siegerist 1994.
- Cirrhopetalum biflorum
- Cirrhopetalum boninense
- Cirrhopetalum brienianum Rolfe 1893.
- Cirrhopetalum bucklebury
- Cirrhopetalum campanulatum
- Cirrhopetalum careyanum
- Cirrhopetalum cercanthum Garay, Hamer, & Siegrist 1996.
- Cirrhopetalum concinnum
- Cirrhopetalum corolliferum
- Cirrhopetalum cumingii
- Cirrhopetalum curtisii
- Cirrhopetalum cyclosepalon
- Cirrhopetalum dentiferum (Ridl.) Garay, Hamer & Siegerist 1994.
- Cirrhopetalum elegans Teijsm. & Binn. 1862.
- Cirrhopetalum eberhardii
- Cirrhopetalum fascinator
- Cirrhopetalum fenestratum (J.J. Sm.) Garay, Hamer & Siegerist 1994.
- Cirrhopetalum fimbriatum
- Cirrhopetalum flabellovernis [Koenig] Seidenfadden & Ormerad 1995.
- Cirrhopetalum frostii (Summerh.) Garay, Hamer & Siegerist 1994.
- Cirrhopetalum gamblei Hook. f. 1896.
- Cirrhopetalum gamosepalum
- Cirrhopetalum gigantea
- Cirrhopetalum gracillimum
- Cirrhopetalum gusdorfii (J.J. Sm.) Garay, Hamer & Siegerist 1994.
- Cirrhopetalum guttatum
- Cirrhopetalum hirundinis
- Cirrhopetalum japonicum
- Cirrhopetalum lasiochilum
- Cirrhopetalum lepidum
- Cirrhopetalum lishanensis
- Cirrhopetalum loherianum Kraenzl. 1916.
- Cirrhopetalum longiflorum
- Cirrhopetalum longifolium
- Cirrhopetalum macraei
- Cirrhopetalum maculosum
- Cirrhopetalum makonarium
- Cirrhopetalum makoyanum
- Cirrhopetalum mastersianum
- Cirrhopetalum medusae
- Cirrhopetalum morotaiense (J.J. Sm.) Garay, Hamer & Siegerist1994.
- Cirrhopetalum ochraceum Ridley 1898.
- Cirrhopetalum ornatissimum
- Cirrhopetalum pachybulbum
- Cirrhopetalum papillosum
- Cirrhopetalum picturatum
- Cirrhopetalum pingtungense (S.S. Ying & C. Chen) Garay, Hamer & Siegerist 1994.
- Cirrhopetalum pseudopicturatum
- Cirrhopetalum puguahaanense
- Cirrhopetalum pulchellum
- Cirrhopetalum pulchrum
- Cirrhopetalum pumilio (Par. & Rchb.f.) Hook.f. 1890.
- Cirrhopetalum punctatissimum (Ridl.) Rolfe ex Ridl. 1924.
- Cirrhopetalum purpurascens
- Cirrhopetalum putidum
- Cirrhopetalum refractum Zoll. 1847.
- Cirrhopetalum retusiusculum
- Cirrhopetalum robustum Rolfe 1893.
- Cirrhopetalum taeniophyllum
- Cirrhopetalum rothschildianum
- Cirrhopetalum roxburghii Lindl. 1830
- Cirrhopetalum scrarsii
- Cirrhopetalum sibuyanense (Ames) Garay, Hamer & Siegerist 1994.
- Cirrhopetalum sikkimense
- Cirrhopetalum skeatianum (Ridl.) Garay, Hamer & Siegerist 1994.
- Cirrhopetalum strangularium Rchb. f. 1887.
- Cirrhopetalum sumfureum
- Cirrhopetalum taeniophyllum (Parish & Rchb. f.) Hook. f. 1896.
- Cirrhopetalum tigridum (Hance) Rolfe 1903.
- Cirrhopetalum tingabarinum
- Cirrhopetalum trigonopus Rchb. f. 1881.
- Cirrhopetalum tseanum S.Y. Hu & Barretto 1976.
- Cirrhopetalum umbelatum
- Cirrhopetalum vaginatum
- Cirrhopetalum weberi
- Cirrhopetalum verstrifolia
- Cirrhopetalum wendlandianum
- Cirrhopetalum zamboangense (Ames) Garay, Hamer & Siegerist 1994.

## Híbridos
- Cirrhopetalum Elizabeth Ann 'Jean' (Cirr. longissimum x Cirr. rothschildianum)
- Cirrhopetalum Elizabeth Ann 'Buckleberry'